# Ротеле (Кјети)
Ротеле (итал. Rotelle) је насеље у Италији у округу Кјети, региону Абруцо.
Према процени из 2011. у насељу је живело 106 становника. Насеље се налази на надморској висини од 299 м.